# Яковенко Микола Микитович
Микола Микитович Яковенко (нар. 22 травня 1931, село Горбулів, тепер Черняхівського району Житомирської області) — радянський партійний і державний діяч, 1-й секретар Житомирського міського комітету КПУ.

## Життєпис
Народився в селянській родині.
У 1948—1949 роках — учень школи фабрично-заводського навчання № 116 міста Брянки Ворошиловградської області. У 1949 році — прохідник шахти № 2/5 «Кам'янка» тресту «Брянкавугілля» Ворошиловградської області.
У 1950—1951 роках навчався в Житомирському технікумі механічної обробки деревини.
У 1951—1955 роках служив в лавах Радянської армії (Північно-Кавказький військовий округ). Був начальником радіостанції 76-го дивізіону. Член КПРС.
У 1956—1959 роках відновив навчання в Житомирському технікумі механічної обробки деревини, який закінчив за спеціальністю технік-технолог.
У 1959 році працював інструктором з праці Житомирського дитячого приймальника управління внутрішніх справ (УВС). У 1959—1961 роках — майстер, інженер Житомирської фабрики музичних інструментів.
У 1961—1964 роках — інструктор промислово-транспортного відділу Житомирського міського комітету КПУ. У 1964—1969 роках — завідувач промислово-транспортного відділу Житомирського міського комітету КПУ.
У 1966 році заочно закінчив Львівський лісотехнічний інститут за спеціальністю інженер-механік. 
У грудні 1969 — грудні 1973 року — 2-й секретар Житомирського міського комітету КПУ.
У грудні 1973 — жовтні 1987 року — 1-й секретар Житомирського міського комітету КПУ.
У 1987—1989 роках — голова комісії партійного контролю Житомирського обласного комітету КПУ.
У 1989—1991 роках — керуючий справами Житомирського обласного комітету КПУ.
У 1991—1995 роках — директор-розпорядник Житомирського музично-драматичного театру імені Івана Кочерги.
У 1995—2000 роках — юрисконсультант Житомирського водоканалу.
З 2000 року — на пенсії у місті Житомирі.

## Нагороди
- орден «Знак Пошани» (1971).
- медаль «За трудову доблесть» (1966).
- медаль «Ветеран праці» (1981).
- медалі.
- грамота Президії Верховної Ради Української РСР (1981).
- Почесний громадянин міста Житомира.